# Жената змия (сериал)
„Жената змия“ (на хинди: नागिन Naagin) е индийски телевизионен сериал, чието излъчване започва на 1 юли 2009 г. и приключва на 24 юли 2014 г., като са излъчени 1424 епизода.

## Актьорски състав

### 1 сезон – Жената змия
- Муни Рой – Шиваня Ритик Сингх (Наагин)
- Арджун Бийлани – Ритик Сингх
- Адаа Кан – Шейша (Наагин)
- Каранвир Бора – Роки Пратап Сингх (Нааг)
- Киншук Махаян – Рудра (Нааг)
- Судха Чандран – Ямини Сингх Рахея
- Сурбхи Джьоти – Бела Махир Сегал (Наагин) / Шравани Михир Сипи (Наагин)
- Маниш Хана – Анкуш Рахеджа